# تپه وازده
تپه وازده مربوط به دوران‌های تاریخی پس از اسلام است و در شهرستان قزوین، بخش کوهین، روستای بهرام آباد واقع شده و این اثر در تاریخ ۲۵ اسفند ۱۳۸۰ با شمارهٔ ثبت ۵۵۹۷ به‌عنوان یکی از آثار ملی ایران به ثبت رسیده است.